# Изгубљена књижевна дела
Изгубљено књижевно дело је документ или књижевно дело написано или произведено у неком моменту у прошлости, за које данас не постоје копије, а постоје подаци да је постојало. Обично се односи на дела из античке књижевности. Нека дела су преостала само у фрагментима, док су нека у потпуности изгубљена и зна се само име дела или писца. Велики број дела изгубљен је намерним уништавањем и спаљивањем библиотека током сукоба и ратова.

## Списак изгубљених дела

### Класично доба
Познати наслови
- Хомер - еп Маргитес и поема Свађа Ахила и Одисеја
- Хесиод - Каталог жена[2]
- дела раногрчких песника : шест епа Епског циклуса (Циприа, Етиопис, Мала Илијада, Рушење Троје, Повратак и еп о Телегону), четири епа Тебанског циклуса (Едиподеа, Тебаида, Епигони, Алкмеонис) и остали раногрчки епови (Титаномахија, Хераклеја, Заузеће Ехалије, Наупактија, еп о Тесториду из Фокеје, Минијада)
- Талес из Милета - О краткодневници (могуће изгубљено дело) и О равнодневници (могуће изгубљено дело)
- Сибилске књиге[3]
- Ферекид са Сироса - Хептамиција
- Ктезије - Персика - историја Персије у 23 књиге, и Индика - запис о Индији
- Анаксагора - Књига о Филозофији (сачувани су фрагменти првог дела)
- Протагора - есеј О боговима, О уметности расправе, О оригиналном поретку ствари, О истини
- Горгија - О непостојању (или о природи) - постоје само два фрагмента, Епитафиос
- Ферекид са Лероса - Историја Лероса, есеј О Ефигенеји, О Дионосовим фестивалима
- Сократ - поетске верзије Езопових басни
- Ферекид из Атине - генеалогија богова и јунака у 10 књига, сачувано доста одломака
- Продикус - О природи, О природи човека, О изборима Хераклеа, О исправности језика
- Аристофан - Банкети, Вавилонци, Облаци, Амфиарус, Плутус, Кокалус, Аиолосикон
- Спеусиоп - О Питагориним бројевима
- Аристотел - друга књига Поетике : О комедији, О Питагоринцима, Протептикус (сачувани делови)
- Еудемус - Историја аритметике, Историје астрономије, Историја геометрије
- Калистен из Олинта - запис о експедицији Александра Великог, Историја Грчке од Анталкидовог мира до Трећег светог рата, Историја Фочанског рата
- Клитарх - Историја Александра
- Питеј - О океану
- Аристарх са Самоса .- астрономска књига о хелиоцентричном систему
- Манетон - Египтика - историја Египта у три књиге, само неколико одломака је сачувано
- Беросу - Вавилоника - Историја Вавилона
- Еуклид - Коникс, Порисмс, Псеудариа (текс о грешкама у резоновању), Сурфаце Лоци
- Архимед - О прављењу сфера, О полиедри
- Ктесибије Александријски - О пнеуматици, Меморабилија
- Ератостен - О мерењу Земље, Географика, Арсиноа (мемоар краљице Арсиноје III)
- Катон Старији - Оригинес (7 књига о историји Рима и италијанских држава), Кармен де морбус (књига молитва за мртве у стиху), збирка говора и максима
- Никагора - Животи познатих људи, О Клеопатри у Троји, Говори амбасадора Филипу римском цару
- Минукланус - Уметност реторике, Прогимасмната
- Никандар - Етолика - прозна историја Етолије, Хетероумена - еп, Георгика и Мелиосургика (доста одломака сачувано)
- Агатархид - Збивања у Азији (10 књига), Збивања у Европи (49 књига), О Еритрејском мору (5 књига)
- Аполодор из Атине - Хроника (грчка историја у стиху), О боговима, есеј у 12 књига о Хомеровом каталогу бродова
- Корнелије Сула - Мемоари[4]
- Варо - Менипеске сатире у 150 књига и друга дела
- Марко Тулије Цицерон - дијалог О филозофији, Консолатио - запис намењен утехи због смрти његове ћерке Тулије
- Квинт Тулије Цицерон - четири трагедије Троја, Електра, Еригонес и још једна
- Диодор са Сицилије - Историјска библиотека (од 40 књига сачуване су од 1-5 и од 10-20)
- Александер Полихстор - Наслеђивање филозофа
- Гај Јулије Цезар - велики број дела, укључујући писма и ране љубавне песме
- Гај Асиније Полио - Историја
- Гај Мецена - Прометеј
- Марко Валерије Месала Корвин - мемоари грађанских ратова након Цезарове смрти, Буколске песме на грчком
- Страбон - Историја
- Октавијан Август - Одговор Брута у случају Катоа, Сицилија (у стиху), Историја сопственог живота, Епиграми
- Ливије Андроник - 107 од 142 књиге историје Рима
- Верије Флак - Ортографија, Сатурнус - о римским ритуалима, Рерум мемориа дигнарум либри - енциклопедија, Рес Етруске (највероватније о аугурима)
- Хелвијус Сина - митолошки еп Смирна о инцестуозној љубави Смирне и њеног оца[5]
- Овидије - Медеа, сачувана само два мала фрагмента
- Тиберије - Аутобиографија
- Клаудије - Уметност играња коцке, Етрурски речник, Тиреника историја Етрураца у 12 књига, историја Августове владавине, осам томова о историји Картагине, одбрана Цицерона од оптужби Асинуса Галуса
- Сенека млађи - књига о знацима, Против сујеверја, Књига о медицини
- Мемон Хераклејски - Историја Хераклеа Понтика
- Памфил из Александрије - Лексикон чудних и страних речи у 95 књига
- Агрипина Млађа - Недаће моје породице - мемоар
- Плиније Старији - Историја германских ратова, Студиосус, Дуби сермонис, Историја мог времена, Војни приручних о бацању копља са коња
- Лукан - велики број дела укључујући Похвала Нерону
- Фронтинус - Де ре милитари - војни приручник
- Трајан - Освајања Дакије
- Фило од Библоса - Феничанска историја
- Гај Светоније Транквил - О познатим мушкарцима (Граматичарима, Реторичарима и Песницима), Животи познатих курви,[6] Краљевске биографије, О Риму у четири тома (Римски обичаји, римска година, римски празници и римска одећа и ношња), Грчке игре и друга дела.
- Септимије Север - Аутобиографија
- Калиникус - О обнови Рима, Клеопатри о историји Александрије (највероватније намењено Зенобији)
- Зотикус - песма о Атлантиди
- Лонгинус - О импулсу, О принципу, Да ли је Хомер филозоф, Љубавник антиквитета
- Зенобија - Историја Александрије и Оријента
- Гај Асинус Квадратус - Миленијум - дело о хиљаду година историје Рима
- Сулспиције Александрус - Историја

Дела непознатог назива (непотпун списак)
- Изгубљене драме Есхила, од најмање 90, сачуване су само 6
- Драме Агатона - ниједна није сачувана
- Песме Алкеја - сачувани само фрагменти
- Изгубљене хорске песме Алцмана
- Изгубљена дела Апулеја, укључујући роман Хермагорас[7]
- Изгубљене драме Аристофана, од најмање 40, само 11 сачувано
- Дела Аристоксенуса, од 453 дела, сачувано само једно
- Дела историчара Аријана
- Изгубљена дела Цицерона
- Изгубљена дела Клеопатре VII о медицини и козметици
- Изгубљене  песме Плинија Млађег
- Изгубљена дела Питагоре
- Изгубљене песме Сапфе[8]
- Велики број астешких кодекса
- Мајански и инка кодекси спаљени од стране католичких свештеника
- Класик музике Конфучије
- Књига о Баи Зеу
- Древни јапански текстови Теноки и Коки
- древне верзије епа Махабхарата и тамилске песме
- Књига о Товиту
- Авеста
- Књига персијсих краљева
- Света књига Манихејства
- велики број текстова који се помиње у Библији
- Хегесипова историја хришћанске цркве

### Новија дела
- Битка Малдона - англосаксионски еп
- Романса о краљу Марку и Изолди
- Старе француске романсе Андре де Франс
- Скјолдунга сага
- Живот Деспота Стефана Лазаревића оригинално дело, сачувани преписи
- Историја исламског света Виљема од Тира
- Инвентио  фортуната опис Северног пола из четрнаестог века[9]
- Врхбрезнички љетопис - оригинал
- Цароставник - оригинал
- Студеничка хроника
- Цетињска хроника
- Јонгл енциклопедија[10]
- Романса о ђавољем прдежу Франсоа Вијон
- Ур Хамлет - ранија верзија Хамлета[11]
- најмање осамнаест опера Клаудија Монтевердија
- изгубљена дела Молијера
- дела Бухурзаде Мустафе Илтрија
- све песме и дела Карла Гимаха
- бројна дела Јохана Себастијана Баха
- мемоари Лорда Бајрона,[12] уништени
- син Маркиза де Сада спалио његове необјављене рукописе[13]
- бележница са песмама Артура Ремба
- пет томова поезије Сен-Џон Перса
- роман Венедикта Јерофејева о Дмитрију Шостаковичу
- необјављени рукописа Терија Прачета уништени су 2017. године након његове смрти, по његовој жељи[14]